# Alcâmenes de Esparta
Alcâmenes (Aλκαμένης) foi rei da cidade grega de Esparta de 740 a.C. até 700 a.C. (777 a.C. segundo Jerônimo de Estridão), pertenceu à Dinastia Ágida. Ele era o filho e sucessor de Teleclo, e foi sucedido por seu filho Polidoro.
Durante seu reinado, quando também reinava Teopompo na casa dos euripôntidas, começou a guerra entre Esparta e Messênia (a Primeira Guerra Messênia). A guerra começou no segundo ano da nona olimpíada, quando os lacedemônios liderados por Alcâmenes capturaram, à noite e de surpresa, Anfeia, massacrando quase todos os messênios, alguns ainda dormindo, e outros que haviam pedido refúgio nos altares. 
Este é o último na lista dos reis dos Lacedemônios em Jerônimo de Estridão.